# Chlorocypha helenae
Chlorocypha helenae är en trollsländeart som beskrevs av Legrand 1984. Chlorocypha helenae ingår i släktet Chlorocypha och familjen Chlorocyphidae. IUCN kategoriserar arten globalt som otillräckligt studerad. Inga underarter finns listade i Catalogue of Life.